# 쑤퉁
쑤퉁(중국어 간체자: 苏童, 정체자: 蘇童, 병음: Sū Tóng, 한자음: 소동, 본명: 퉁중구이(중국어 간체자: 童忠贵, 정체자: 童忠貴, 병음: Tóng Zhōngguì, 한자음: 동충귀, 1963년 1월 23일 ~ )은 중국의 소설가이다.

## 작품 활동
쑤퉁은 1963년 1월 23일에 장쑤성 쑤저우시에서 태어났다. 쑤퉁의 아버지는 공무원으로 일했고 어머니는 시멘트 공장 직원으로 근무했다. 1983년에 단편 소설 《여덟 번째 동상》으로 등단하면서 작품 활동을 시작했고 1984년에는 베이징 사범 대학 중문과를 졸업했다.
1991년에는 쑤퉁의 소설인 《처첩성군》을 원작으로 제작된 장이머우 감독의 영화 《홍등》이 중국에서 개봉되었다. 쑤퉁은 생전에 200여 편에 달하는 단편 소설, 7편에 달하는 장편 소설을 발표했으며 그의 작품들은 영어, 프랑스어, 독일어, 이탈리아어로 번역되기도 했다. 그 외에 장쑤성 작가 협회의 부주석을 역임했다.

## 문학관
쑤퉁은 2007년 인터뷰(연합뉴스, 경향신문)에서 이렇게 말했다.
| “ | 나는 변화를 좋아합니다. 변화를 즐기기 때문에 한 손으로는 사회에 비판적인 소설을, 또 다른 손으로는 '제왕의 생애'를 이야기할 수 있었던 것입니다. 저는 어떤 작품에 대해 소재나 주제를 제한받지 않고 자유롭게 쓰고 싶습니다. | ” |

연합뉴스
| “ | 소설을 쓰는 것은 자신의 내면과의 계약입니다. 소설은 분류에 맞춰서 쓰는 것이 아니라 자신이 쓰고 싶은 내면의 변화를 쓰는 것입니다. 선봉파였지만 후퇴한다는 이야기를 들어도 원하는 걸 쓸 수 있는 것이 바로 자신과의 계약입니다. | ” |

경향신문